# Eleocharis brainii
Eleocharis brainii är en halvgräsart som beskrevs av Henry Knute Knut Svenson. Eleocharis brainii ingår i släktet småsäv, och familjen halvgräs. Inga underarter finns listade i Catalogue of Life.